# Saint-Christophe (Charente)
Saint-Christophe – miejscowość i gmina we Francji, w regionie Nowa Akwitania, w departamencie Charente.
Według danych na rok 1990 gminę zamieszkiwało 339 osób, a gęstość zaludnienia wynosiła 14 osób/km² (wśród 1467 gmin regionu Poitou-Charentes Saint-Christophe plasuje się na 680. miejscu pod względem liczby ludności, natomiast pod względem powierzchni na miejscu 278.).